# Myrmeleon chappuisinus
Myrmeleon chappuisinus är en insektsart som först beskrevs av Navás 1936.  Myrmeleon chappuisinus ingår i släktet Myrmeleon och familjen myrlejonsländor. Inga underarter finns listade i Catalogue of Life.